# Sarvan (Salyan)
Sarvan è un comune dell'Azerbaigian situato nel distretto di Salyan. Conta una popolazione di 2 508 abitanti.